# Short Admiralty Type 74
El Short Admiralty Type 74 fue un hidroavión tractor biplano monomotor con alas no plegables, que estuvo en servicio en el Real Servicio Aéreo Naval durante la Primera Guerra Mundial.

## Diseño y desarrollo
El Type 74 incorporó algunas de las innovaciones que Horace Short había introducido en el Short Admiralty Type 42, incluidos soportes de tubo de acero al manganeso en lugar de madera. Además de los dos flotadores principales con resortes de goma debajo del fuselaje y el único flotador de cola, también tenía flotadores más pequeños colocados debajo de las puntas inferiores de las alas. Los alerones se instalaron únicamente en el ala superior, extendiéndose esta última más allá de la envergadura del ala inferior. Las extensiones estaban arriostradas mediante puntales diagonales a las puntas de las alas inferiores.
Dado que estaba destinado a ser utilizado como hidroavión de patrulla costera, operando desde estaciones costeras, no se requirió que el Type 74 tuviera alas plegables.
El Type 74 estaba propulsado por un motor Gnome Double Omega de 75 kW (100 hp), que proporcionaba una duración máxima de vuelo de cinco horas.

## Historia operacional
En 1913, la Marina Real encargó siete hidroaviones biplano de 100 hp a Shorts, a los que se les asignaron los números de serie de la compañía 69-75. El primero de ellos voló el 4 de enero de 1914, pilotado por Gordon Bell, piloto de pruebas jefe de Shorts. En este primer vuelo fue acompañado por Charles Richard Fairey (más tarde Sir Richard Fairey), quien dejó Shorts en 1915 para fundar la compañía Fairey Aviation. Cuando este primer avión fue entregado a la estación aérea de la Armada Real en la Isla de Grain, recibió la matrícula 74 de la Armada, por lo que este y los seis aviones restantes del lote (matrículas de la Armada 74-80) fueron conocidos como Admiralty Type 74, según las normas vigentes en aquel momento.
De los siete aviones, cuatro (incluidos los matriculados 75 y 79) fueron enviados a la estación aérea de Dundee, y los otros tres permanecieron en la estación aérea de Grain. Los aviones de Dundee participaron en la Revista Naval de 1914 frente a Spithead, como parte de un contingente de 17 hidroaviones y cuatro dirigibles.

## Operadores
Reino Unido
- Real Servicio Aéreo Naval

## Especificaciones
Referencia datos: Shorts Aircraft since 1900

### Características generales
- Tripulación: Dos
- Longitud: 11,9 m (39 ft)
- Envergadura: 17,4 m (57 ft)
- Superficie alar: 54 m² (581,3 ft²)
- Peso vacío: 953 kg (2100,4 lb)
- Peso cargado: 1225 kg (2699,9 lb)
- Planta motriz: 1× motor rotativo de 9 cilindros refrigerado por aire Gnome Monosoupape 9 Type B-2.
  - Potencia: 75 kW (103 HP; 102 CV)
- Hélices: Bipala de paso fijo

### Rendimiento
- Velocidad máxima operativa (Vno): 105 km/h (65 MPH; 57 kt)
- Alcance: 5 h

## Aeronaves relacionadas

### Secuencias de designación
- Secuencia Numérica (interna de Admiralty): 3 - 32 - 42 - 74 - 81 - 135 - 136 →